# Boreoeutheria
Os boreoeutérios (Boreoeutheria, do grego boreas "vento norte", e Eutheria "eutérios") são uma divisão dos Placentalia que incluiria os subgrupos Laurasiatheria e Euarchontoglires atualmente suportado pela análise da sequência de DNA. O clado inclui diversos grupos de mamíferos como felinos, roedores, ungulados, cetáceos e primatas.
Esta é a filogenia de acordo com estudos genéticos recentes:
|  | Xenarthra  |
|  |            |
|  | Afrotheria |
|  |            |

|  | Laurasiatheria   |
|  |                  |
|  | Euarchontoglires |
|  |                  |

|  | Xenarthra  |
|  |            |
|  | Afrotheria |
|  |            |

|  | Laurasiatheria   |
|  |                  |
|  | Euarchontoglires |
|  |                  |

## Etimologia
O nome desse grupo deriva das palavras gregas:
- Βορέας (Boreas) significando "do Norte".
- εὐ- (eu-) significando "bom" ou "certo".
- e θηρίον (thēríon) significando "besta"